# Агно-Висамбур

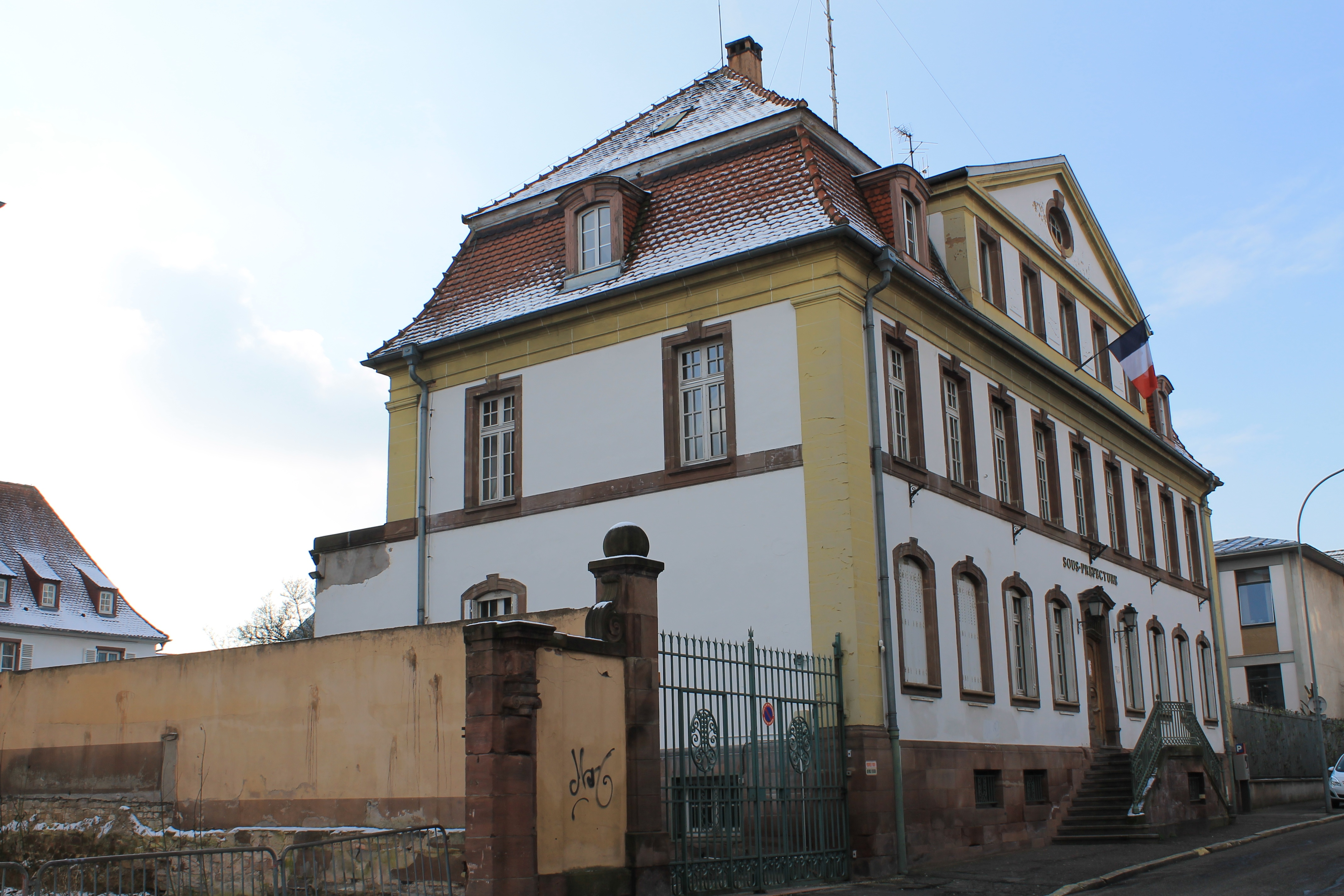
Здание супрефектуры округа Агно-Висамбур

Агно́-Висамбу́р (фр. Haguenau-Wissembourg, код INSEE — 672) — округ региона Гранд-Эст во Франции. Департамент округа — Нижний Рейн. Округ был образован 1 января 2015 года слиянием округов Агно, Висамбур и нескольких коммун из округов Страсбур-Кампань и Саверн (округ).
Административным центром округа является коммуна Агно. С 2014 года супрефектом округа является Жан-Ги Меркан. Здание супрефектуры было построено в 1810 году.
Агно-Висамбур находится на севере департамента и граничит на юге с округами Саверн и Страсбур, на севере с округом Саргемин департамента Мозель и Германией. В состав округа полностью входят 4 кантона и частично кантон Брюмат (из 22 коммун кантона 19 в округе Агно-Висамбур):
| Код INSEE | Кантон     | Французское название | Население, чел. (2012) | Площадь, км² | Количество коммун |
| --------- | ---------- | -------------------- | ---------------------- | ------------ | ----------------- |
| 6705      | Агно       | Haguenau             | 48 716                 | 256,46       | 14                |
| 6701      | Бишвиллер  | Bischwiller          | 51 461                 | 183,85       | 22                |
| 6703      | Брюмат     | Brumath              | 39 327                 | 164,86       | 19                |
| 6713      | Рейшсоффен | Reichshoffen         | 49 165                 | 416,07       | 45                |
| 6723      | Виссамбур  | Wissembourg          | 50 731                 | 400,61       | 44                |
|           |            |                      | 239 400                | 1421,85      | 144               |